# Coptodactyla monstrosa
Coptodactyla monstrosa är en skalbaggsart som beskrevs av Felsche 1909. Coptodactyla monstrosa ingår i släktet Coptodactyla och familjen bladhorningar. Inga underarter finns listade i Catalogue of Life.